# Savino Guglielmetti
Savino Guglielmetti (* 26. November 1911 in Mailand; † 23. Januar 2006 ebenda) war ein italienischer Kunstturner.
Er gewann bei den Olympischen Sommerspielen 1932 in Los Angeles je eine Goldmedaille im Pferdsprung und im Mannschaftsmehrkampf und nahm auch an den Spielen 1936 in Berlin sowie an den Spielen 1948 in London teil. Darüber hinaus wurde er in den Jahren 1934, 1935, 1937, 1938 und 1939 insgesamt fünfmal italienischer Meister im Einzelmehrkampf.
Im Jahr 1998 wurde er in die International Gymnastics Hall of Fame aufgenommen. Den Turnanzug, den er bei den Spielen 1932 trug, überließ er 2005 dem Olympischen Museum in Lausanne.